# Plebs arletteae
Espèce
Plebs arletteae est une espèce d'araignées aranéomorphes de la famille des Araneidae.

## Distribution
Cette espèce est endémique de l'île Lord Howe en Nouvelle-Galles du Sud en Australie.

## Description
Les mâles mesurent de 4,06 à 4,67 mm et les femelles de 5,58 à 8,61 mm.

## Publication originale
- Joseph & Framenau, 2012 : Systematic review of a new orb-weaving spider genus (Araneae: Araneidae), with special reference to the Australasian-Pacific and South-East Asian fauna. Zoological Journal of the Linnean Society, vol. 166, no 2, p. 279-341.